# FIBAアメリカ
FIBAアメリカ（FIBA Americas）は、国際バスケットボール連盟（FIBA）の傘下にある大陸連盟で、南北アメリカ大陸におけるバスケットボールの運営・管理・普及活動を行う。

## FIBAアメリカの主催する主な大会

### ナショナルチーム
- バスケットボールアメリカ選手権（アメリカップ）
- 女子バスケットボールアメリカ選手権（女子アメリカップ）
- バスケットボールアメリカU-20選手権
- 女子バスケットボールアメリカU-20選手権
- バスケットボールアメリカU-18選手権
- 女子バスケットボールアメリカU-18選手権
- バスケットボールアメリカU-16選手権
- 女子バスケットボールアメリカU-16選手権

### クラブチーム
- バスケットボール・チャンピオンズリーグ・アメリカズ